# Ossolano (formaggio)
L'Ossolano è un formaggio prodotto esclusivamente in Val d'Ossola. Si tratta di un formaggio semigrasso o grasso, a pasta dura, semicotto. Viene prodotto con latte intero di bovino.
La stagionatura va da un minimo di 60 a oltre 360 giorni.

## Area di produzione
La striscia di terra che si estende sul versante italiano delle alpi Pennine dal Monte Rosa al Gries è l'Ossola. Corre da nord a sud per circa 72 km con una larghezza massima di circa 37 km. Confina a nord con il Cantone svizzero del Vallese, ad est con quello del Ticino, a sud con il Lago Maggiore e a ovest con la Valsesia. La Valle Ossola è raffigurabile come una grande foglia di acero, le cui nervature sono costituite dai fiumi e torrenti che percorrono le sette valli laterali e confluiscono nella nervatura centrale, rappresentata dal fiume Toce. Sette sono le valli laterali che si immettono nella valle del Toce: Valle Anzasca, Valle Antrona, Val Bognanco, Val Divedro, Valle Antigorio-Val Formazza, Valle Isorno e Val Vigezzo. Il territorio delimitato è conseguentemente identificato dai confini censuari ed amministrativi dei seguenti comuni della provincia del Verbano Cusio Ossola: Antrona Schieranco, Anzola d'Ossola, Baceno, Bannio Anzino, Beura-Cardezza, Bognanco, Calasca-Castiglione, Ceppo Morelli, Craveggia, Crevoladossola, Crodo, Domodossola, Druogno, Formazza, Macugnaga, Malesco, Masera, Mergozzo, Montecrestese, Montescheno, Ornavasso, Pallanzeno, Piedimulera, Pieve Vergonte, Premia, Premosello Chiovenda, Re, Santa Maria Maggiore, Seppiana, Toceno, Trasquera, Trontano, Vanzone con San Carlo, Varzo, Viganella, Villadossola, Villette, Vogogna. Gli allevamenti ed i caseifici che rispettivamente producono il latte, eseguono la lavorazione e la stagionatura del formaggio D.O.P. “Ossolano” e del formaggio D.O.P. “Ossolano d'Alpe” sono ubicati nel territorio ossolano, situato nella parte nord della provincia del Verbano Cusio Ossola. Il formaggio D.O.P. "Ossolano d'Alpe" viene ottenuto da latte prodotto e caseificato in alpeggio ubicati nel medesimo territorio delimitato, ad altitudini non inferiori a 1.400 metri s.l.m.

## Storia
Il più antico documento storico che attesta la produzione del formaggio Ossolano risale al 12 luglio 1006.
Nel 2017 è riconosciuto come prodotto DOP.